# Piampatara
Piampatara is een kevergeslacht uit de familie van de boktorren (Cerambycidae). De wetenschappelijke naam van het geslacht werd voor het eerst geldig gepubliceerd in 1992 door Martins & Galileo.

## Soorten
Piampatara omvat de volgende soorten:
- Piampatara antennata Galileo & Martins, 2013
- Piampatara humeralis (Aurivillius, 1916)
- Piampatara ocreata (Bates, 1885)
- Piampatara proseni Martins & Galileo, 1997
- Piampatara ubirajarai (Lane, 1966)